# Xestia bdelygma
Xestia bdelygma är en fjärilsart som beskrevs av Charles Boursin 1963. Xestia bdelygma ingår i släktet Xestia och familjen nattflyn. Inga underarter finns listade i Catalogue of Life.